# Typhlocaris
Famille
Famille
Typhlocaris est un genre de crevettes (crustacés décapodes) de la super-famille Palaemonoidea. C'est l'unique genre de la famille des Typhlocarididae.

## Liste des espèces
Selon World Register of Marine Species (31 décembre 2018) :
- Typhlocaris ayyaloni Tsurnamal, 2008
- Typhlocaris galilea Calman, 1909
- Typhlocaris lethaea Parisi, 1921
- Typhlocaris salentina Caroli, 1923